# Груде (Нідерланди)
Груде (нід. Groede) — село в нідерландській провінції Зеландія. Входить до муніципалітету Сльойс.
Його площа — 19,60 км², а населення станом на 2021 рік становило 940 осіб.
Перша згадка про населений пункт датується 1133 роком.
До 1970 року мало статус окремого муніципалітету.

## Галерея

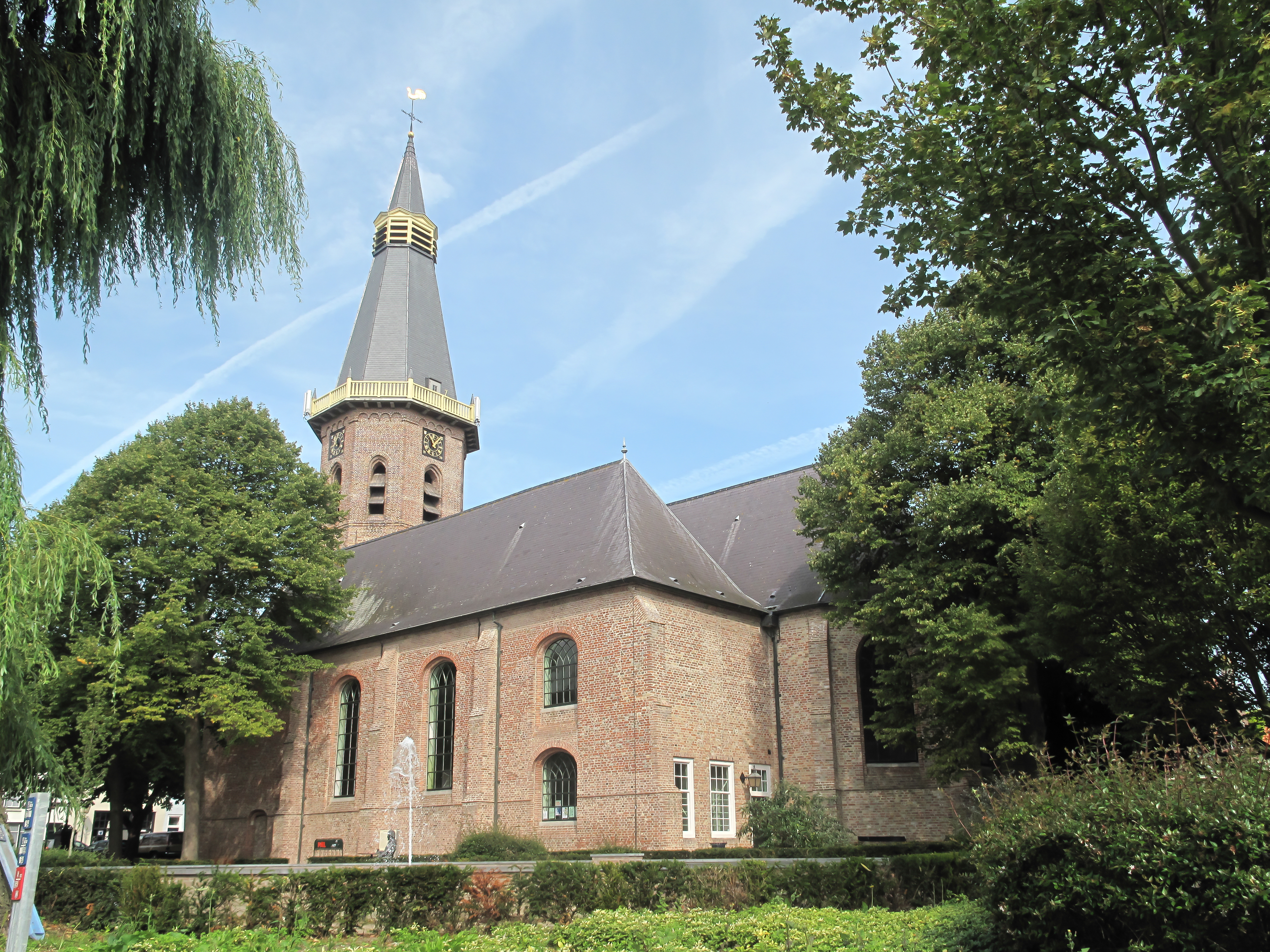
Сільська церква Grote Kerk
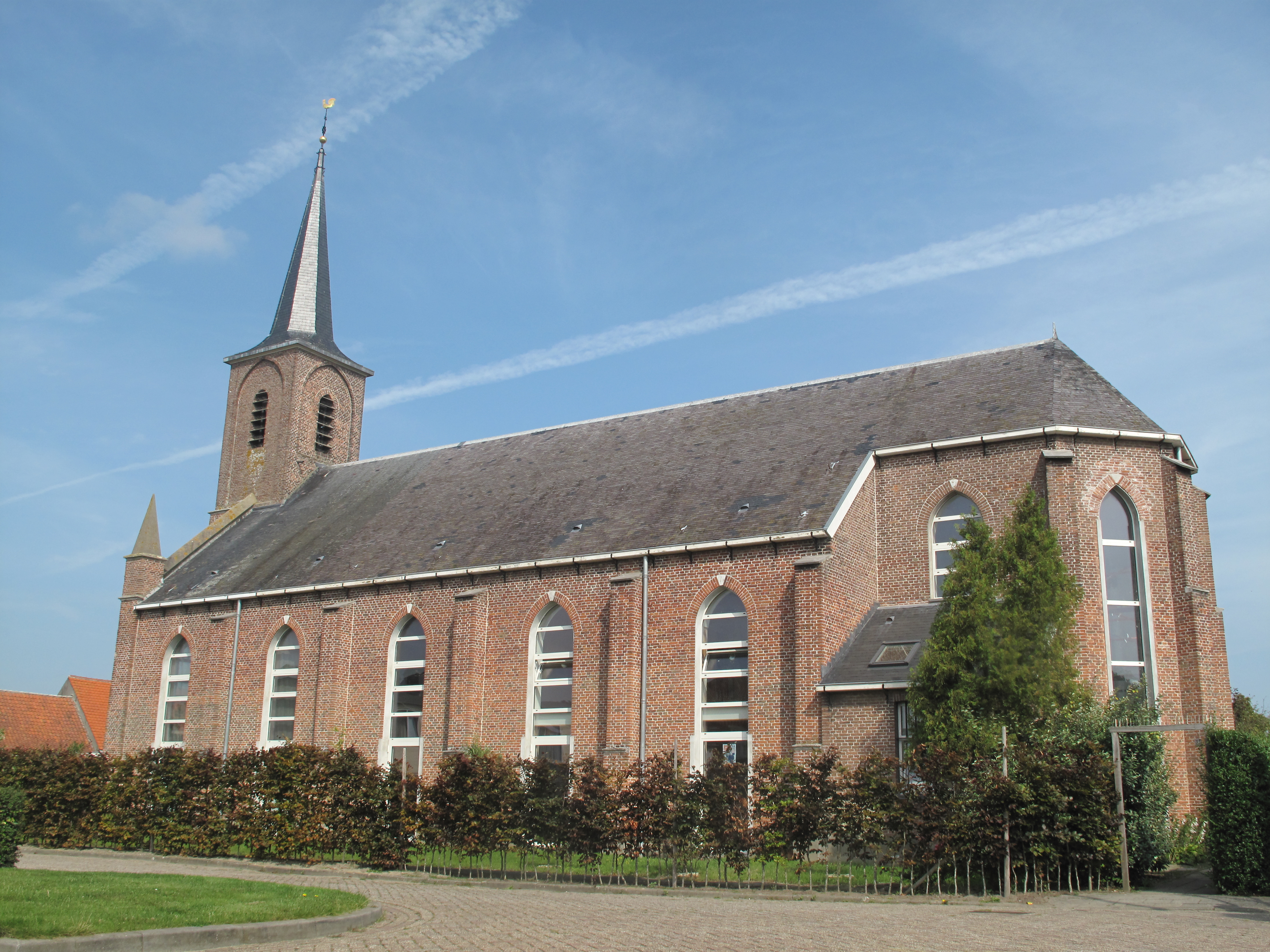
Католицька церква у Груде
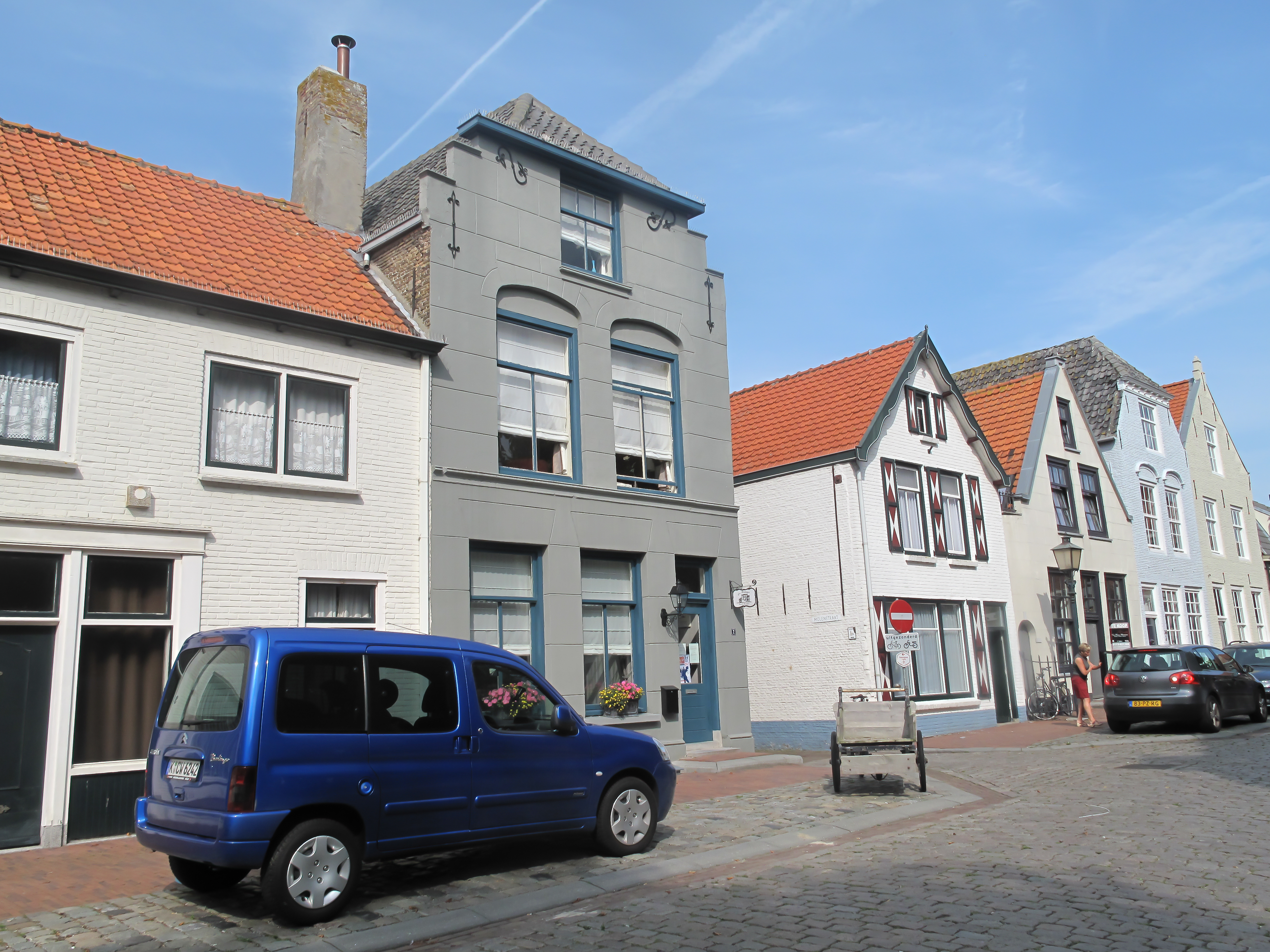
Сільська забудова